# Hara Hiromi
Hara Hiromi (sinh ngày 19 tháng 10 năm 1958) là một cầu thủ bóng đá người Nhật Bản.

## Đội tuyển bóng đá quốc gia Nhật Bản
Hara Hiromi thi đấu cho đội tuyển bóng đá quốc gia Nhật Bản từ năm 1978 đến 1988.

## Thống kê sự nghiệp
| Đội tuyển bóng đá Nhật Bản | Đội tuyển bóng đá Nhật Bản | Đội tuyển bóng đá Nhật Bản |
| Năm                        | Trận                       | Bàn                        |
| -------------------------- | -------------------------- | -------------------------- |
| 1978                       | 6                          | 1                          |
| 1979                       | 2                          | 0                          |
| 1980                       | 5                          | 2                          |
| 1981                       | 10                         | 1                          |
| 1982                       | 6                          | 3                          |
| 1983                       | 10                         | 6                          |
| 1984                       | 7                          | 5                          |
| 1985                       | 10                         | 5                          |
| 1986                       | 6                          | 7                          |
| 1987                       | 11                         | 7                          |
| 1988                       | 2                          | 0                          |
| Tổng cộng                  | 75                         | 37                         |